# Hussein Yasser
Hussein Yasser El-Mohammadi Abdulrahman (in arabo حسين ياسر المحمدي عبد الرحمن‎?; Doha, 19 gennaio 1984) è un ex calciatore qatariota, di ruolo centrocampista.

## Biografia
Ha origini egiziane.

## Caratteristiche tecniche
Yasser era un trequartista, in grado di agire da esterno lungo la fascia.

## Carriera

### Club
Muove i suoi primi passi nelle giovanili dell'Al-Khor. Nel 2002 viene tesserato dal Manchester Utd, che lo gira in prestito all'Anversa, società satellite belga. Nel 2004 si trasferisce a Cipro, all'AEL Limassol. Nel 2005 torna in Inghilterra, accordandosi con il Manchester City. Esordisce con i Citizens il 21 settembre contro il Doncaster in Coppa di Lega.
Il 22 maggio 2008, dopo una parentesi in Portogallo, viene messo sotto contratto dall'Al-Ahly, con cui firma un contratto valido fino al 2011. Rescisso l'accordo con l'Al-Ahly, il 29 gennaio 2010 passa a parametro zero allo Zamalek.
L'11 agosto 2011 si accorda con il Lierse, firmando un biennale da 500.000 dollari a stagione. Esordisce nel campionato belga il 22 ottobre contro il Sint-Truiden, subentrando al 25' al posto di Gonzague Van Dooren, uscito dal terreno di gioco a causa di un infortunio.
Il 10 luglio 2013 torna in Qatar, accordandosi a parametro zero con l'Al-Wakrah per una stagione. Il 5 settembre 2014 è vittima di un grave infortunio alla caviglia, rimediato in amichevole a seguito di un contrasto di gioco, che lo tiene ai margini per tutta la stagione.
Il 30 luglio 2017 viene tesserato per una stagione dal Wadi Degla, in Egitto.

### Nazionale
Esordisce in nazionale il 30 dicembre 2001 contro l'Egitto in amichevole. Il 19 gennaio 2011 il CT Bruno Metsu lo esclude dalla nazionale, impegnata in Coppa d'Asia, per motivi disciplinari.

## Statistiche

### Presenze e reti nei club
Statistiche aggiornate al 30 giugno 2013.
| Stagione        | Squadra         | Campionato      | Campionato | Campionato | Coppe nazionali | Coppe nazionali | Coppe nazionali | Coppe continentali | Coppe continentali | Coppe continentali | Altre coppe | Altre coppe | Altre coppe | Totale | Totale |
| Stagione        | Squadra         | Comp            | Pres       | Reti       | Comp            | Pres            | Reti            | Comp               | Pres               | Reti               | Comp        | Pres        | Reti        | Pres   | Reti   |
| --------------- | --------------- | --------------- | ---------- | ---------- | --------------- | --------------- | --------------- | ------------------ | ------------------ | ------------------ | ----------- | ----------- | ----------- | ------ | ------ |
| 2008-2009       | Al-Ahly         | PL              | 8          | 0          | CE              | 0               | 0               | CCL+CC             | 2+0                | 0                  | SE+SA+Cmc   | 0+0+2       | 0           | 12     | 0      |
| 2009-gen. 2010  | Al-Ahly         | PL              | 5          | 1          | CE              | 0               | 0               | CCL                | 0                  | 0                  | SE          | 0           | 0           | 5      | 1      |
| Totale Al-Ahly  | Totale Al-Ahly  | Totale Al-Ahly  | 13         | 1          |                 | 0               | 0               |                    | 2                  | 0                  |             | 2           | 0           | 17     | 1      |
| gen.-giu. 2010  | Zamalek         | PL              | 13         | 2          | CE              | 2               | 1               | -                  | -                  | -                  | -           | -           | -           | 15     | 3      |
| 2010-2011       | Zamalek         | PL              | 24         | 5          | CE              | 0               | 0               | CCL                | 3                  | 1                  | -           | -           | -           | 27     | 6      |
| Totale Zamalek  | Totale Zamalek  | Totale Zamalek  | 37         | 7          |                 | 2               | 1               |                    | 3                  | 1                  |             | -           | -           | 42     | 9      |
| 2011-2012       | Lierse          | D1              | 15+1       | 0          | CB              | 4               | 0               | -                  | -                  | -                  | -           | -           | -           | 20     | 0      |
| 2012-2013       | Lierse          | D1              | 16         | 0          | CB              | 1               | 0               | -                  | -                  | -                  | -           | -           | -           | 17     | 0      |
| Totale Lierse   | Totale Lierse   | Totale Lierse   | 31+1       | 0          |                 | 5               | 0               |                    | -                  | -                  |             | -           | -           | 37     | 0      |
| Totale carriera | Totale carriera | Totale carriera | 82         | 8          |                 | 7               | 0               |                    | 5                  | 1                  |             | 2           | 0           | 96     | 9      |

### Cronologia presenze e reti in Nazionale
| Cronologia completa delle presenze e delle reti in nazionale ― Qatar | Cronologia completa delle presenze e delle reti in nazionale ― Qatar | Cronologia completa delle presenze e delle reti in nazionale ― Qatar | Cronologia completa delle presenze e delle reti in nazionale ― Qatar | Cronologia completa delle presenze e delle reti in nazionale ― Qatar | Cronologia completa delle presenze e delle reti in nazionale ― Qatar | Cronologia completa delle presenze e delle reti in nazionale ― Qatar | Cronologia completa delle presenze e delle reti in nazionale ― Qatar |
| Data                                                                 | Città                                                                | In casa                                                              | Risultato                                                            | Ospiti                                                               | Competizione                                                         | Reti                                                                 | Note                                                                 |
| -------------------------------------------------------------------- | -------------------------------------------------------------------- | -------------------------------------------------------------------- | -------------------------------------------------------------------- | -------------------------------------------------------------------- | -------------------------------------------------------------------- | -------------------------------------------------------------------- | -------------------------------------------------------------------- |
| 30-12-2001                                                           | Doha                                                                 | Qatar                                                                | 2 – 2                                                                | Egitto                                                               | Amichevole                                                           | -                                                                    |                                                                      |
| 13-1-2002                                                            | Doha                                                                 | Qatar                                                                | 1 – 3                                                                | Iraq                                                                 | Amichevole                                                           | -                                                                    | 46’                                                                  |
| 10-2-2002                                                            | Bangkok                                                              | Corea del Nord                                                       | 1 – 1                                                                | Qatar                                                                | Amichevole                                                           | 1                                                                    |                                                                      |
| Totale                                                               |                                                                      | Presenze                                                             | 3                                                                    |                                                                      | Reti                                                                 | 1                                                                    |                                                                      |

## Palmarès

### Club

#### Competizioni nazionali
- Coppa di Qatar: 1

Al-Rayyan: 2001
- Coppa dell'Emiro del Qatar: 1

Al-Sadd: 2005
- Campionato egiziano: 1

Al-Ahly: 2008-2009
- Supercoppa d'Egitto: 1

Al-Ahly: 2008

#### Competizioni internazionali
- Supercoppa CAF: 1

Al-Ahly: 2009

### Nazionale
- Coppa delle Nazioni del Golfo: 1

2004
- Giochi asiatici: 1

2006